# Паљијара (Месина)
Паљијара (итал. Pagliara) је насеље у Италији у округу Месина, региону Сицилија.
Према процени из 2011. у насељу је живело 867 становника. Насеље се налази на надморској висини од 186 м.

## Становништво
Према резултатима пописа становништва 2011. у општини је живело 1.230 становника.
| 1931. | 1936. | 1951. | 1961. | 1971. | 1981. | 1991. | 2001. | 2011. |
| ----- | ----- | ----- | ----- | ----- | ----- | ----- | ----- | ----- |
| 2.532 | 2.427 | 2.339 | 2.108 | 1.854 | 1.537 | 1.428 | 1.237 | 1.230 |